# Los Katíos nationalpark
Los Katíos nationalpark ligger i nordvästra Colombia i departementen Antioquía och Chocó. Nationalparken gränsar till Darién nationalpark i Panama och utgör tillsammans med denna en del av Tapón del Darién (Dariengapet).
Nationalparken grundades 1974. Efter en utökning 1980 omfattar parken nu ett 720 km² stort område. År 1994 blev nationalparken ett världsarv.
I parken finns en stor biologisk mångfald och den är hem för fler utrotningshotade djurarter.